# Волков, Семён Михайлович
Семён Михайлович Волков (9 июня 1922 — 14 апреля 1945) — гвардии капитан Рабоче-крестьянской Красной Армии, участник Великой Отечественной войны, Герой Советского Союза (1943).

## Биография
Семён Волков родился 9 июня 1922 года в селе Гусевка (ныне — Людиновский район Калужской области) в семье крестьянина. Окончил пять классов школы. В августе 1941 года Волков был призван на службу в Рабоче-крестьянскую Красную Армию. С того же года — на фронтах Великой Отечественной войны. В 1942 году он окончил курсы младших лейтенантов. К октябрю 1943 года старший лейтенант Семён Волков командовал стрелковой ротой 366-го стрелкового полка 126-й стрелковой дивизии 51-й армии 4-го Украинского фронта. Отличился во время освобождения города Мелитополя.
В ходе боёв за город рота Волкова освободила 15 кварталов и отразила 12 контратак противника. 22 октября 1943 года она овладела городским вокзалом, захватив большие трофеи.
Указом Президиума Верховного Совета СССР от 1 ноября 1943 года за «образцовое выполнение боевых заданий командования на фронте борьбы с немецкими захватчиками и проявленные при этом мужество и героизм» старший лейтенант Семён Волков был удостоен высокого звания Героя Советского Союза с вручением ордена Ленина и медали «Золотая Звезда» за номером 1303.
14 апреля 1945 года командир стрелкового батальона 84-го гвардейского стрелкового полка 33-й гвардейской стрелковой дивизии гвардии капитан Волков скончался от полученных 12 апреля ранений в дивизионном медсанбате в населённом пункте Гросс-Хольштайн. Похоронен на военном кладбище «Курган славы» в Калининграде, в братской могиле.
Был также награждён орденом Красной Звезды и рядом медалей.